# 131P/Мюллера
Комета Мюллера 2 (131P/Mueller) — короткопериодическая комета из семейства Юпитера, которая была обнаружена 15 сентября 1990 года американским астрономом Джин Мюллер с помощью 1,22-метрового телескопа Шмидта Паломарской обсерватории. Она была описана как диффузный объект 15,0 m звёздной величины и небольшим хвостом. Комета обладает довольно коротким периодом обращения вокруг Солнца — чуть более 7,0 года.

Орбита кометы Мюллера 2 и её положение в Солнечной системе

К концу сентября Дэниэл Э. Грин рассчитал первую эллиптическую орбиту кометы, согласно которой она должна была пройти точку перигелия 8 ноября 1990 года на расстоянии 2,707 а. е. от Солнца и имела период обращения чуть более семи лет. Примерно в это же время комета достигла своей максимальной яркости в 16,0 m звёздных величин, после чего начала медленно угасать. Последний раз её наблюдали 9 февраля 1991 года.
Первым восстановить комету удалось японскому астроному А. Суги с помощью 0,60-метровый телескопа 29 июня 1997 года, а спустя шесть дней другой японский астроном Акимаса Накамура с помощью 0,60-метрового телескопа Ричи Кретьена обнаружил комету с магнитудой 19,9 m и небольшой комой в 15 " угловых секунд в поперечнике. Текущие позиции кометы указывали, что прогноз требовал корректировки всего на -0,26 суток. Комета прошла перигелий 22 ноября 1997 года, достигнув максимальной магнитуды 17,5 m.

## Сближения с планетами
В течение XX и XXI веков комета лишь трижды должна подойти к Юпитеру на расстоянии менее 1 а. е.
- 0,52 а. е. от Юпитера 18 октября 1934 года;
- 0,69 а. е. от Юпитера 27 февраля 1994 года;
- 0,37 а. е. от Юпитера 30 декабря 2029 года.